# عبدالحمید کرامی
عبدالحمید کرامی (عربی: عبد الحميد كرامي؛ ۲۳ اکتبر ۱۸۹۰ – ۲۳ نوامبر ۱۹۵۰) سیاست‌مدار اهل لبنان بود. وی از ۱۰ ژانویه ۱۹۴۵ تا ۲۰ اوت ۱۹۴۵ نخست‌وزیر این کشور بود.
عبدالحمید کرامی در ۲۳ نوامبر ۱۹۵۰، در سن ۶۰ سالگی درگذشت.